# ماريا فرناندا تامايو ريفيرا
ماريا فرناندا تامايو ريفيرا (بالإنجليزية María Fernanda Tamayo ) مسؤولة تنفيذ القانون الإكوادوري، وهي أول امرأة تشغل منصب المفتش العام
للشرطة في البلاد.

## نشأتها
ولدت ماريا فرناندا تامايو في شل ميرا، مقاطعة باستازا ، الإكوادور. لديها ثلاثة أخوة وأُختان. مُنذ بلوغها 8 سنوات، ظهرت عليها علامات موهبة للانضمام إلى قوات الشرطة. وقد ألهمتها مشاهدة المسلسل التلفزيوني الأمريكي Police Woman، الذي من بطولة أنجي ديكنسون. وكانت والدتها دائمًا ما تدعمها في تطلعاتها.
ورغمًا عن ذلك، بعد إنهائها المرحلة الثانوية، لم تتمكن ماريا من الالتحاق بمدرسة الشرطة العليا، حيث لم يكن يتم قبول النساء بعد في المؤسسة، لذلك اختارت شغفها الثاني، التكنولوجيا، وإلتحقت بالمدرسة الوطنية للفنون التطبيقية باعتبارها تخصص هندسة النظم.

## عملها في الشرطة
بعد عامين من إلتحاقها بمدرسة الفنون التطبيقية، تركت ماريا البرنامج الدراسي، وذلك بعد أن بدأت الشرطة الوطنية في قبول النساء. واستقبلت الشرطة الوطبية حين ذاك 700 متقدم، تم اختيار 32 منهن. فكانت ماريا جزءًا من أول صف نسائي عام 1983.
بعد التخرج، تم تكليفها ورفاقها بوحدات بحثية ذات مناصب إدارية أكثر، في مجالات مثل الهجرة، حيث أمضت أربع سنوات. بعد ذلك انتقلت إلى الخدمة الحضرية في مراكز المساعدة الفورية (PAI).
شغل تامايو مناصب في مديرية المرور الوطنية ، مديرية التربية الوطنية ، ومديرية شؤون الموظفين العامة ، من بين آخرين. كانت تطمح ماريا لأن تكون جزءًا من مجموعة الاستخبارات والإنقاذ (GIR)، لكنها لم تستطع تحقيق طموحها هذا لأن(GIR) لم تكن تقبل النساء.
خلال سنوات عملها الشرطي، حصلت على 20 وسامًا للعمل الفعال. وفي عام 2014، أصبحت أول ضابطة تقود مدرسة ألبرتو إنريكيز جالو العليا للشرطة، حيث كانت مسؤولة عن الإدماج والمساواة بين الجنسين في تدريب الضباط.
في عام 2016 تمت ترقيتها من عقيد إلى رتبة جنرال ومديرة التخطيط للشرطة الوطنية. في 30 نوفمبر 2018 ، أصبحت تامايو أول امرأة تتم ترقيتها إلى منصب المفتش العام للقوى العامة، في احتفال كرم فيه الرئيس لينين مورينو ووزيرة الداخلية ماريا باولا رومو بعمل تامايو وجهودها.